# Michel Vázquez
Ricardo Michel Vázquez Gallien (Guadalajara, Jalisco,15 de mayo de 1990) es un futbolista mexicano que se desempeña en la posición de delantero. Actualmente juega para el club Chapulineros de Oaxaca de la Liga de Balompié Mexicano.

## Trayectoria
Michel se inició  fuerzas básicas de Chivas en el año 2003, donde jugó en las categorías Sub-15, Sub-17 y Sub-20 y fue el goleador de las categorías inferiores. Tras una destacada trayectoria, José Luis Real lo llamó al primer equipo para el Bicentenario 2010, donde hizo la pretemporada, y debutó con el Chivas el sábado 17 de abril de 2010 en un partido contra el Atlas —entrando el minuto 45, por cambio con Edgar Iván Solís—, correspondiente a la fecha 16 del Torneo Bicentenario. 
Su primer partido internacional fue en la Copa Libertadores 2010; entró en el minuto 18 por Omar Arellano y se estrenó como goleador al marcar el 2-0 en el minuto 60. En ese partido, Chivas goleó 3-0 al Club Libertad de Paraguay. Tras no tener éxito en Chivas, en el draft Apertura 2011 fue mandado a Querétaro; sin embargo, salió del equipo al terminar el torneo. El Estudiantes Tecos lo fichó para el Clausura 2012 ocupando el dorsal 25, pero prácticamente no tuvo actividad, jugando únicamente tres partidos. Sin encontrar equipo en el draft se reincorporó al Chivas para el Apertura 2012 participando en la Concachampions 2012-13; sin embargo, no tuvo mucha participación ni marcó ningún gol. Fue separado del primer equipo mandándolo a la escuadra de Segunda División de Chivas. Tras finalizar el Clausura 2013, Chivas no requirió más de sus servicios y fue cedido al Pumas Morelos donde jugó cuatro partidos y solo marcó un gol. Sin éxito en Pumas Morelos para el Apertura 2013 pasó con los Delfines del Carmen donde jugó 20 partidos y metió 5 goles.
Tras pasar por varios equipos, fue fichado por el Lobos de la BUAP en el draft Ascenso MX Apertura 2014, como el primer refuerzo del equipo «lobo» comprando su carta a Chivas, donde tampoco tuvo éxito y solo jugó 11 partidos y marcó 1 gol. En el draft Ascenso Clausura 2015, regresó a Primera División y por petición del entrenador Carlos Reinoso, Michel fue fichado con el fin que el Veracruz se salvara de la situación del descenso, metiendo 3 goles, 2 en la Copa y 1 en la Liga.
Para el Apertura 2015 llegó como tercer refuerzo de Chivas en calidad de préstamo con opción a compra por 1 año, tuvo actividad en la Copa MX metiendo 3 goles así como en la liga metiendo 2 goles. Al finalizar el Clausura 2016, Chivas no hizo válida su compra y para el Apertura 2016, regresó al Lobos BUAP, dueño de su carta.
El 25 de junio de 2016, luego de salir de Chivas, entró en una polémica por la reclamación de un premio que Chivas otorgó al salvarse del descenso, donde Michel solo obtuvo una cantidad menor que a otros futbolistas, donde acusó al jugador Omar Bravo de que solo le tocara esa parte del premio.
Al entrar en esa polémica, no entró más en los planes de Lobos BUAP, quedándose sin jugar por 6 meses, debido a no encontrar otro club y por cierre de registros del Ascenso MX.

### Clubes
| Club                | País                | Año             | Partidos | Goles | Media |
| ------------------- | ------------------- | --------------- | -------- | ----- | ----- |
| Guadalajara         | México              | 2010 - 2011     | 19       | 2     | 0.11  |
| Querétaro           | México              | 2011            | 14       | 3     | 0.21  |
| Estudiantes Tecos   | México              | 2012            | 3        | 0     | 0     |
| Guadalajara         | México              | 2012            | 0        | 0     | 0     |
| Pumas Morelos       | México              | 2013            | 4        | 1     | 0.25  |
| Delfines            | México              | 2013 - 2014     | 32       | 12    | 0.38  |
| Lobos BUAP          | México              | 2014            | 16       | 4     | 0.25  |
| Veracruz            | México              | 2015            | 19       | 5     | 0.26  |
| Guadalajara         | México              | 2015 - 2016     | 23       | 4     | 0.17  |
| Celaya              | México              | 2016 - 2017     | 11       | 4     | 0.36  |
| Boyacá Chicó        | Colombia            | 2017 - 2018     | 7        | 1     |       |
| Total en su carrera | Total en su carrera | 2010 - Presente | 141      | 35    | 0.25  |

## Palmarés

### Campeonatos nacionales
| Título    | Club         | País     | Año  |
| --------- | ------------ | -------- | ---- |
| Copa MX   | Guadalajara  | México   | 2015 |
| Primera B | Boyacá Chicó | Colombia | 2017 |

- Datos: Q466545